# Pheidole biconstricta
Pheidole biconstricta är en myrart som beskrevs av Mayr 1870. Pheidole biconstricta ingår i släktet Pheidole och familjen myror.

## Underarter
Arten delas in i följande underarter:
- P. b. bicolor
- P. b. biconstricta
- P. b. burtoni
- P. b. hybrida
- P. b. lallemandi
- P. b. rubicunda
- P. b. simplex
- P. b. socrates
- P. b. surda

## Bildgalleri

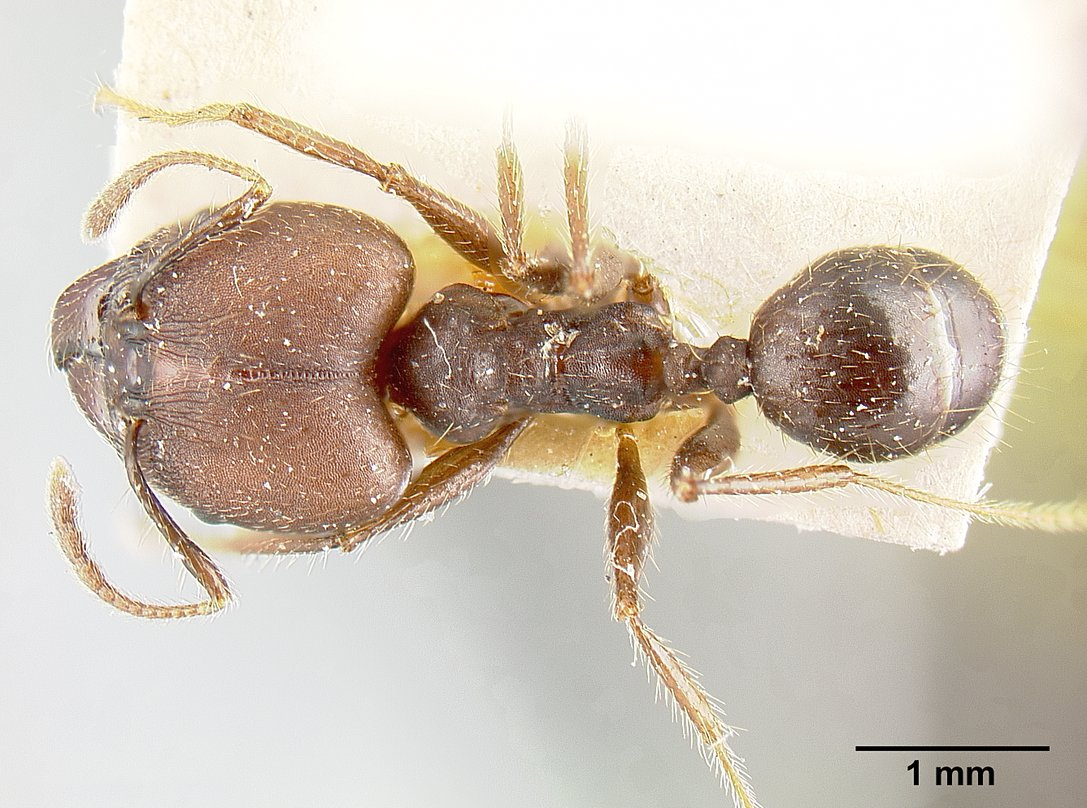
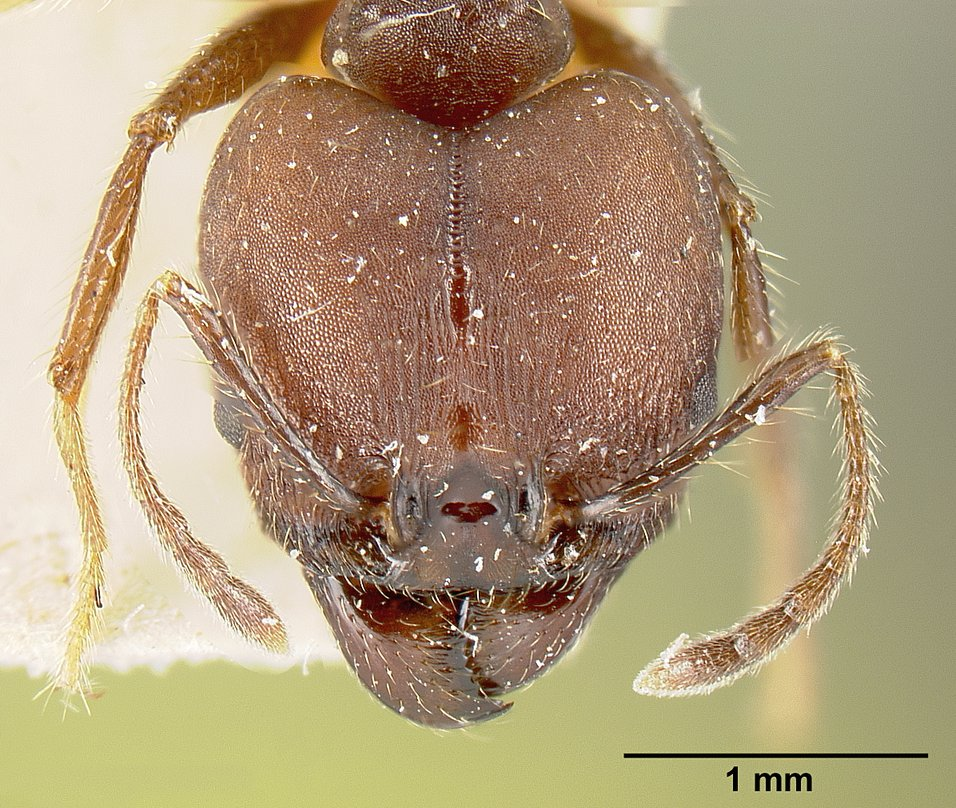
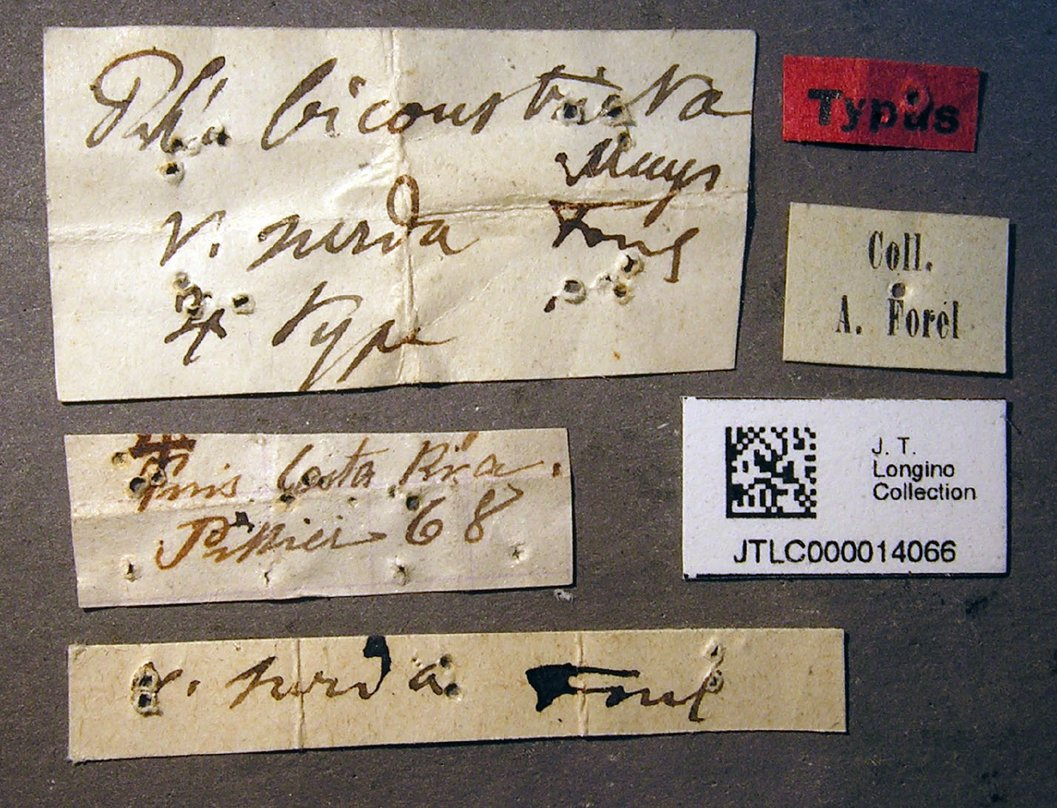
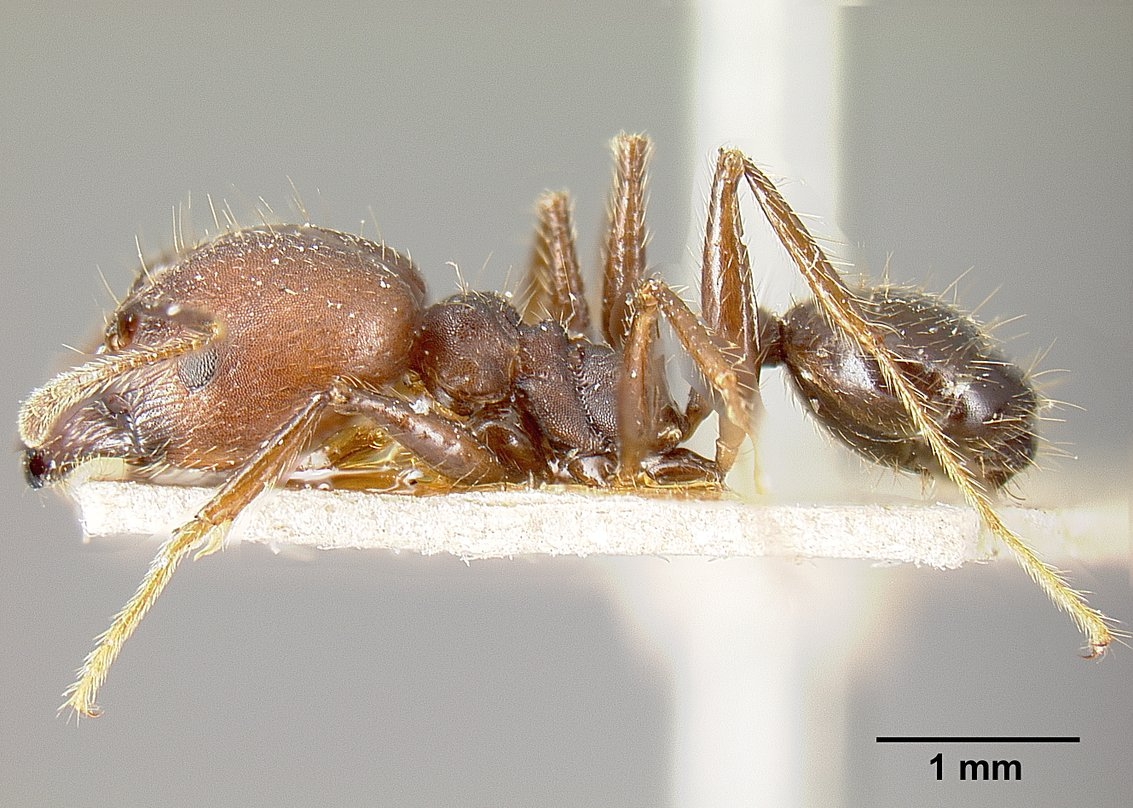
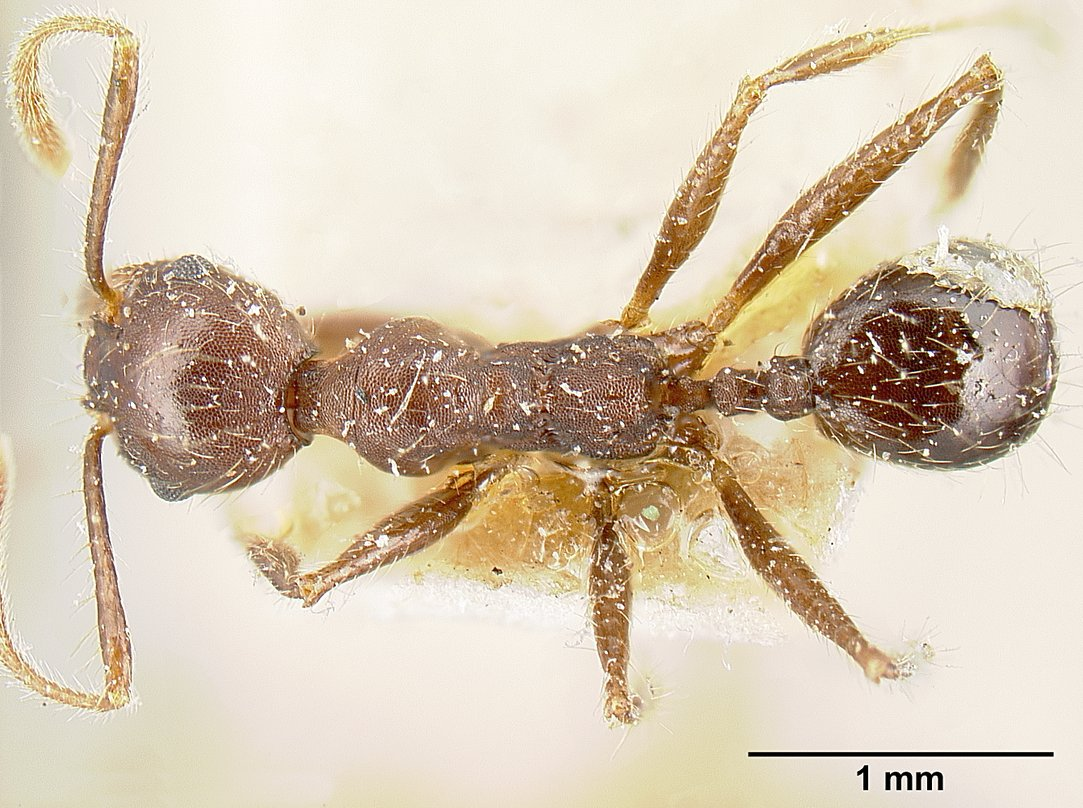
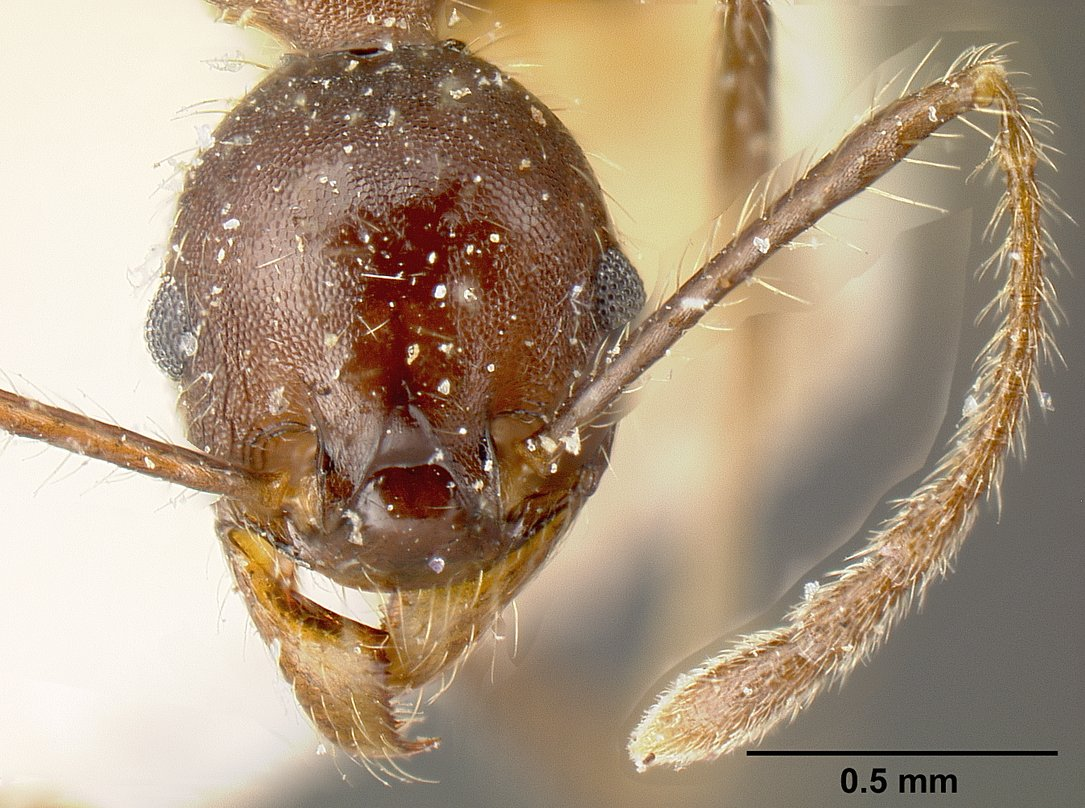